# Keposong
Keposong is een bestuurslaag in het regentschap Boyolali van de provincie Midden-Java, Indonesië. Keposong telt 3350 inwoners (volkstelling 2010).